# Ghislaine Sathoud
Ghislaine Nelly Huguette Sathoud (n. 1969) este o scriitoare congoleză.
1. ↑   https://www.babelio.com/auteur/Ghislaine-Nelly-Huguette-Sathoud/173048 Lipsește sau este vid: |title= (ajutor)
2. ↑   https://aflit.arts.uwa.edu.au/SathoudGhislaine.html Lipsește sau este vid: |title= (ajutor)
3. ↑  Autoritatea BnF, accesat în 10 octombrie 2015